# 3081 Martinůboh
3081 Martinůboh este un asteroid din centura principală, descoperit pe 26 octombrie 1971, de Luboš Kohoutek.